# Gelsenkirchen-Feldmark

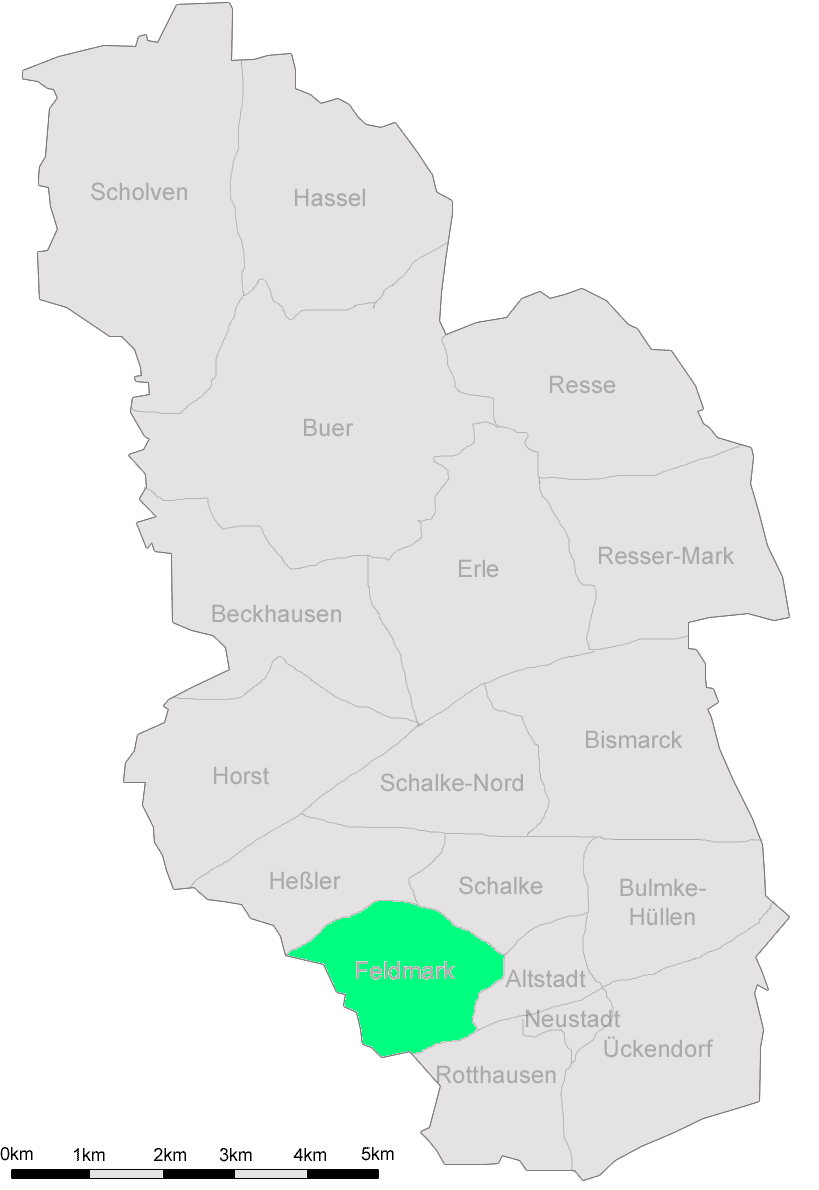
Die Stadtteile Gelsenkirchens mit Feldmark im Südwesten

Feldmark ist ein Stadtteil der Stadt Gelsenkirchen in Nordrhein-Westfalen. Der Stadtteil liegt im Bezirk Gelsenkirchen-Mitte und hat etwa 15.000 Einwohner.

## Geographie
Feldmark liegt im Zentrum von Gelsenkirchen und grenzt an die Stadtteile Altstadt, Schalke, Bismarck, Bulmke-Hüllen und Ückendorf. Die Fläche des Stadtteils beträgt etwa 5,4 Quadratkilometer.

## Geschichte
Die Feldmark war ursprünglich landwirtschaftlich geprägt, bevor sie im Zuge der Industrialisierung Teil der aufstrebenden Stadt Gelsenkirchen wurde. Besonders der Bergbau und die Stahlindustrie prägten das Gebiet im 19. und 20. Jahrhundert.

## Wirtschaft und Infrastruktur
Feldmark ist heute ein überwiegend Wohngebiet mit kleinen Gewerbe- und Dienstleistungsbetrieben. Der Stadtteil bietet eine gute Anbindung an das Verkehrsnetz, sowohl durch den öffentlichen Nahverkehr als auch durch die nahegelegenen Autobahnen.

## Kultur und Sehenswürdigkeiten
In der Feldmark gibt es einige historische Gebäude und Denkmäler, darunter die Lutherkirche und das denkmalgeschützte Gebäude der ehemaligen Zeche Nordstern. 

## Bildung
Feldmark verfügt über mehrere Grundschulen sowie weiterführende Schulen. Zudem gibt es eine Stadtteilbibliothek, die Bildungs- und Freizeitangebote bereitstellt.

## Sport und Freizeit
Der Stadtteil bietet zahlreiche Sportmöglichkeiten, unter anderem im GelsenTrabPark. Der nahegelegene Nordsternpark lädt zu Spaziergängen und Freizeitaktivitäten ein. Der Revierpark Nienhausen ist eine der ältesten Grünanlagen im Ruhrgebiet.

## Verkehr
Feldmark ist gut an das Straßennetz angebunden und verfügt über mehrere Buslinien, die eine Verbindung zu anderen Stadtteilen und dem Gelsenkirchener Hauptbahnhof bieten.